# Harambe (statue)
 (juin 2025).
Pour les articles homonymes, voir Harambe (homonymie).
La statue de Harambe est une sculpture de bronze d'environ 2m de haut représentant le gorille des plaines de l'ouest décédé, Harambe, conçue par un groupe civique appelé Sapien.Network . Il est révélé pour la première fois au public le lundi 18 octobre 2021, à Wall Street, à New York, face à la statue du Charging Bull . Sous le Charging Bull se trouvaient 10 000 bananes (données plus tard à une association caritative).
Le 26 octobre 2021, il a été brièvement placé devant le siège de Facebook en Californie.

## Artiste et sculpture
La sculpture en bronze serait faîte de 5 morceaux en utilisant une « technique de cire perdue » assemblés par un artiste inconnu commandité par Ankit Bhatia et Robert Giometti du groupe Sapien.Network.

## Réaction
Plusieurs agences de presse ont fait état de la statue de Harambe,. La nouvelle de la statue a s'est étendue au delà de l'Amérique du Nord et de la couverture initiale de la statue par NBC New York. Le journal français Libération a couvert l'événement